# Mare Infinitum
Mare Infinitum (lateinisch Unendliches Meer) ist eine 2010 gegründete Gothic-Metal- und Funeral-Doom-Band.

## Geschichte
Mare Infinum wurde 2010 in Moskau von Georgiy Bykov von Who Dies in Siberian Slush und Andrei „iEzor“ Karpuchin von Abstract Spirit und Comatose Vigil als weiteres Funeral-Doom-Projekt gegründet. Zu den Aufnahmen des Debüts wurde Ivan Guskov als Gast-Sänger hinzugezogen, der sich anschließend dauerhaft in die Band einbrachte. Das Debüt Sea of Infinity erschien 2011 über Solitude Productions. In der Rezeption wurde Sea of Infinity Genretypisch beschrieben und dabei unterschiedlich bewertet. Florian von Metal.de sah in Sea of Infinity „ein weitestgehend ansprechendes Stück Funeral Doom, das jedoch aufgrund seiner Langatmigkeit eher im Durchschnitt untergeht“. Auch Miika Virtanen von Ave Noctum beschrieb das Album als durchschnittlich und mutmaßte, dass die isolierte russische Szene Innovationen und Entwicklungen im Genre ausbremse. Andere Rezensenten hingegen lobten das Album als „gelungene“ oder „fesselnde“ Verkörperung des Genres. Dabei böte das Album für Menschen die mit dem Katalog des Labels vertraut seien keine Neuerungen, jedoch dennoch Qualität die gerade neu hinzukommende Interessenten mit „schönen und depressiven Klängen die Gothic mit Death Metal“ ungewohnt vereinten, überzeugen könne. Jon Carr von Doom-Metal.com pries Sea of Infinity gar als das für ihn beste Album des Jahres 2011 an.
Bykov, Guskov und Karpuchin formierten eine Livebesetzung um das Trio um gelegentlich Auftritte zu absolvieren. Dennoch blieben weitere Aktivitäten des Projektes selten. Rezensenten mutmaßten dazu, dass die anderen Projekte der Musiker Priorität seien. Im Jahr 2015 erschien mit Alien Monolith God ein zweites Album, das ebenfalls über Solitude Productions in Kooperation mit Fono Ltd. veröffentlicht wurde. Das Album würde überwiegend hoch gelobt. Lediglich für Metal.de wurde das Album als durchschnittlich aber „einen weiteren Schritt in die richtige Richtung“ beurteilt. Andere Rezensenten nannten das Alien Monolith God „eindrucksvoll“, „nah an der Perfektion“, „ein Werk von unantastbaren und epischen Ausmaßen“ und „tadellos“.

„In short, the whole is much, much greater than the sum of its parts, so much so that Mare Infinitum may have created a genre all their own.“

„Kurz gesagt, das Ganze ist viel, viel mehr als die Summe seiner Teile, so viel mehr, dass Mare Infinitum vielleicht ein ganz eigenes Genre geschaffen hat.“

## Stil
Die Musik von Mare Infinitum wird als stereotyper Funeral Doom der russischen Szene, sowie Atmospheric Doom mit symphonischen Keyboard-Arrangements die der ansonsten düsteren Atmosphäre ein cineastisches Tenor verleihen, beschrieben. Dabei vereine die Musik Elemente von Death Metal, Doom Metal, Progressive Metal, Sludge, Heavy Metal, und Gothic Metal, wobei das Ergebnis zu keinem Zeitpunkt nach einem der Einflüsse allein oder einem Durcheinander dieser klingt. „Alles funktioniert im Kontext jedes Songs und alles fließt nahtlos ineinander.“ Der Gesang variiert vom Growling des Death Metal in den hohen Gesang eines Ronnie James Dio während das Gitarrenspiel das Riffing von Sludge und Doom Metal mit Gitarrensoli des Epic Doom kombiniere.

## Diskografie
- 2011: Sea of Infinity (Album, Solitude Productions)
- 2015: Alien Monolith God (Album, Solitude Productions/Fono Ltd.)
- 2022: Cryosleep (Album, Solitude Productions)